# Ибрагимов, Хабибулла Калимуллович
Хабибулла Калимуллович Ибрагимов (баш. Хәбибулла Кәлимулла улы Ибраһимов, 1894—1959) — советский башкирский композитор и драматург, музыкально-общественный деятель. Заслуженный деятель искусств Башкирской АССР (1951). Член Союза композиторов Башкирской АССР (1941—1959).

## Биография
Ибрагимов Хабибулла Калимуллович родился 29 декабря 1894 года в городе Оренбург Оренбургского уезда Оренбургской губернии.
В 1915—1929 гг. выступал в любительских концертах как аккомпаниатор, также он создавал музыкальные сопровождения к сценическим постановкам.
В 1919 году являлся музыкальным руководителем фронтового театра при Политотделе Туркестанского фронта.
В 1920—1937 гг. с перерывами работал артистом и музыкантом, а также заведующим музыкальной части Башкирского театра драмы.
В 1922—1926 гг. учился на музыкальном факультете Института народов Востока.
В 1937—1939 гг. являлся музыкальным редактором Центрального радиовещания в г. Москве.
В 1940—1950 гг. был руководителем Уфимских самодеятельных хоровых коллективов.

## Творчество

Хабибулла Ибрагимов (в центре) с Даутом Юлтыем и Мажитом Гафури в санатории им. А. П. Чехова в Башкирии. 1933 г.

Ибрагимов Хабибулла является основоположником башкирской комедиографии. Автор 5 музыкальных комедий. Среди них наиболее известными являются — «Башмачки» («Башмағым», впервые поставленная 1922 году и вошедшая в золотой фонд башкирского национального театра) и «Зятек» («Еҙнәкәй», была впервые поставлена в 1925 году). Среди произведений драматурга есть также 9 драм: «За Родину» («Ватан өсөн»), «Холодный ручей» («Һалҡын шишмә»), «Чабан Шарафи» («Кѳтѳүсе Шәрәфи») и другие.
Хабибулла Ибрагимов совместно с Ф. Е. Козицким являются авторами оперы о Великой Отечественной войне «За Родину». Она была написана по либретто С. Кудаша и поставлена в 1943.
Он также является автором более 30 песен и обработок народных мелодий. Его песни и хоры на стихи башкирских поэтов стали образцами песенного жанра башкирской профессиональной музыки, а песня «Марш Салавата» поистине стала народной.